# William Cooke

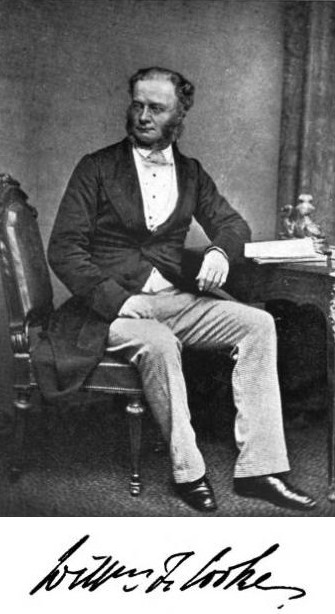
William Cooke

Sir William Fothergill Cooke (1806, Ealing - Farnham, Surrey 25 de junho de  1879) foi, com Charles Wheatstone, o co-inventor do telégrafo elétrico Cooke-Wheatstone, que foi patenteado em maio de 1837. Foi nomeado cavaleiro da coroa britânica em 1869.